# Tomoderus ehlersi
Tomoderus ehlersi is een keversoort uit de familie snoerhalskevers (Anthicidae). De wetenschappelijke naam van de soort is voor het eerst geldig gepubliceerd in 1882 door von Heyden.